# Llista de membres de la missió gregoriana

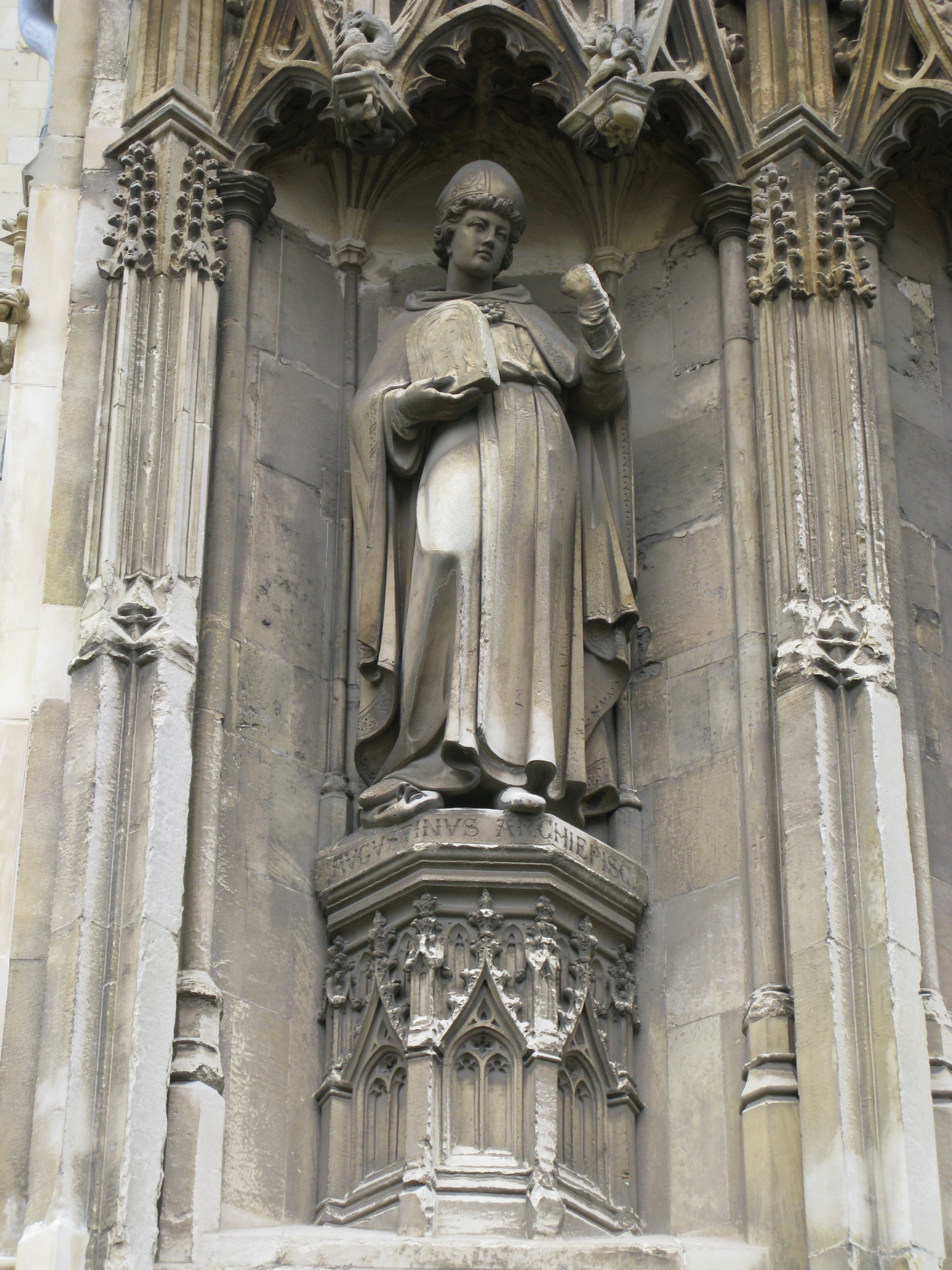
Estàtua d'Agustí de Canterbury a la catedral de Canterbury

La missió gregoriana estigué integrada per un grup de sacerdots i monjos italians enviats pel papa Gregori el Gran (Roma, 540 - 12 de març de 604) a Gran Bretanya a finals del segle vi i principis del segle vii amb l'objectiu de convertir els anglosaxons al cristianisme. El primer grup estava format per uns quaranta monjos i sacerdots, alguns dels quals havien estat monjos del propi monestir romà de Gregori. Després d'un llarg viatge, durant el qual van estar a punt d'abandonar la missió i tornar a Roma, arribaren al Regne de Kent l'any 597. Gregori envià un segon grup de missioners l'any 601 com a reforç, els quals duien llibres i relíquies per a les recentment fundades esglésies. Des de Kent, els missioners anaren al regne d'Ànglia Oriental i al nord de Gran Bretanya, però després de la mort del rei de Kent, Etelbert, la missió es restablí només en aquest regne. Una altra missió fou enviada al regne de Northúmbria quan la filla d'Etelbert es casà amb el rei Edwin de Northúmbria als voltants de l'any 625. Després de la mort d'Edwin el 633 es produí una insurrecció pagana contra la cristiandat i la missió fou novament dirigida a Kent; molts dels missioners fugiren de Northúmbria perquè temien que els pagans prenguessin el poder després de la mort d'Edwin.
La principal font d'informació històrica per a conèixer dades dels missioners és la Historia ecclesiastica gentis Anglorum de l'escriptor medieval Beda el Venerable, redactada al voltant de l'any 731, on s'hi troba informació sobre els membres de la missió. Una altra important font d'informació són els registres papals, que contenen còpies de les cartes enviades per Gregori als missioners. Cap de les fonts posseeix una llista completa dels missioners de cada grup, per la qual cosa per a conèixer-ne la totalitat és necessari consultar aquests registres i cartes. Encara que se sap que van ser al voltant de quaranta persones les que van ser incloses en el primer grup, es desconeix quantes en conformaven el segon. A causa de l'aleatorietat dels testimoniatges conservats només es coneixen els noms d'alguns dels missioners.
Molts dels membres van arribar a ser bisbes o arquebisbes; els altres es van convertir en abats. L'única excepció fou Jacob el diaca, qui romangué en aquest ordre. Entre els arquebisbes, els primers cinc van ser els arquebisbes de Canterbury: Agustí, Llorenç, Melitó, Just i Honori; tots foren posteriorment canonitzats com a sants. Dos missioners més, Paulí i Romà, també arribaren a ser bisbes. Els integrants de l'últim grup de missioners es convertiren en abats del monestir fundat per Agustí de Canterbury, conegut com a abadia de Sant Agustí. Entre els abats s'hi compta Graciós, Joan, Pere, Petroni i Rufinià. Com els cinc arquebisbes, tres altres membres de la missió foren canonitzats: Pere, Jacob el diaca i Paulí.

## Llista de membres
La data d'arribada se situa a principis de l'any 597 amb el primer grup de missioners o l'any 601 amb el segon grup. La data d'arribada d'alguns dels membres és desconeguda. La tercera columna conté els graus eclesiàstics que obtingueren els missioners. La data de la mort no sempre es coneix i en certs casos sol ser una aproximació. L'última columna denota si els membres foren canonitzats com sants.
| Nom                   | Data d'arribada a Anglaterra | Grau eclesiàstic obtingut        | Data de mort             | Canonitzat |
| --------------------- | ---------------------------- | -------------------------------- | ------------------------ | ---------- |
| Agustí de Canterbury  | 597                          | Arquebisbe de Canterbury         | Entre 604 i 609          | Sí         |
| Graciós               | Desconegut                   | Abat de l'abadia de Sant Agustí  | 638                      | No         |
| Honori de Canterbury  | A principis de 597 o de 601  | Arquebisbe de Canterbury         | 653                      | Sí         |
| Jacob el diaca        | Desconegut                   | Diaca                            | Després de 671           | Sí         |
| Joan                  | A principis de 597 o de 601  | Abat de l'abadia de Sant Agustí  | Desconegut               | No         |
| Just                  | 601                          | Arquebisbe de Canterbury         | 627                      | Sí         |
| Llorenç de Canterbury | 597                          | Arquebisbe de Canterbury         | 619                      | Sí         |
| Melitó de Canterbury  | 601                          | Arquebisbe de Canterbury         | 624                      | Sí         |
| Paulí de York         | 601                          | Bisbe de York Bisbe de Rochester | 644                      | Sí         |
| Pere de Canterbury    | 597                          | Abat de l'abadia de Sant Agustí  | Ca. 607 o després de 614 | Sí         |
| Petroni               | Desconegut                   | Abat de l'abadia de Sant Agustí  | Ca. 654                  | No         |
| Romà                  | A principis de 597 o de 601  | Bisbe de Rochester               | Ca. 624                  | No         |
| Rufinià               | 601                          | Abat de l'abadia de Sant Agustí  | Després de 638           | No         |